# Institut Henri Poincaré
Institut Henri Poincaré (IHP) je ústřední francouzský vědecký ústav pro matematiku a teoretickou fyziku. Sídlí v Paříži na adrese Rue Pierre-et-Marie-Curie č. 11 v 5. obvodu a je přičleněn k Univerzitě Paříž VI.

## Historie
Ústav byl založen v roce 1928 s podporou Rockefellerovy nadace a pojmenován po francouzském matematikovi a fyzikovi Henrim Poincarém. Prvním ředitelem se stal francouzský matematik Émile Borel a jeho prvními spolupracovníky byli Francouzi Jacques Hadamard a Émile Picard a americký matematik George David Birkhoff. Jedním z motivů pro založení ústavu byla potřeba dohnat obzvláště v teoretické fyzice ve Francii oproti zahraničí a přání lepší mezinárodní spolupráce. Vedle teoretické fyziky hrála zpočátku významnou roli také teorie pravděpodobnosti, kterou se zabýval Borel.
Po reorganizaci Pařížské univerzity v 70. letech byl ústav převážně využíván organizacemi z jiných oborů. V 80. letech byl z iniciativy některých fyziků ústavu navrácen jeho původní účel. V roce 1990 byl ústav přičleněn k Univerzitě Paříž VI a současně využíván pro CNRS.
Ředitelem ústavu je od roku 2009 Cédric Villani.

## Aktivity
Institut vlastní odbornou knihovnu se zhruba 35 000 svazky a 255 časopisy. Jsou zde přednáškové sály, ve kterých se pravidelně pořádají workshopy, semináře a konference. Každoročně se pořádají trimestry na speciální témata, tzv. Bourbakiho semináře a nositelé ocenění Francouzské akademie věd zde mají nominační řeč.
Kromě toho zde sídlí mnohé francouzské odborné organizace jako Francouzská matematická společnost, Francouzská fyzikální společnost, Francouzská statistická společnost, Pařížská vědecká matematická nadace a Společnost pro aplikovanou a průmyslovou matematiku.
Institut vydává časopis Annales de l'Institut Henri Poincaré ve třech řadách: A (Theoretical and Mathematical Physics), B (Probability and Statistics) a C (Nonlinear Analysis).